# Mustafa Sandal
Mustafa Sandal, anche noto come Musti (Istanbul, 11 gennaio 1970), è un cantautore, produttore discografico e attore turco.

## Biografia
Nato e cresciuto a Istanbul, ha vissuto per motivi di studio dapprima a Ginevra, poi negli Stati Uniti (in quanto studente dell'Università del New Hampshire) e anche a Londra. Parla molte lingue: inglese, francese, italiano e turco. Ha il brevetto di volo.
Il suo primo album Suç Bende è uscito nel 1994.
Tra le sue canzoni più note al pubblico vi sono Moonlight, Araba e İsyankar.
Nel gennaio 2008 si è sposato con la cantante serba Emina Jahović. La coppia, che vive a Istanbul, ha due figli, uno nato nel 2008 e uno nel 2012.
Mustafa Sandal è cognato del cestista Mirsad Türkcan.

## Discografia
- 1994 - Suç Bende
- 1996 - Gölgede Aynı
- 1998 - Detay
- 2000 - Araba
- 2000 - Akışına Bırak
- 2002 - Kop
- 2003 - Seven
- 2004 - İste
- 2005 - Yamalı Tövbeler
- 2007 - Devamı Var
- 2009 - Karizma
- 2012 - Organik

## Filmografia
- Five Minarets in New York, regia di Mahsun Kırmızıgül (2010)